# Armanhaque

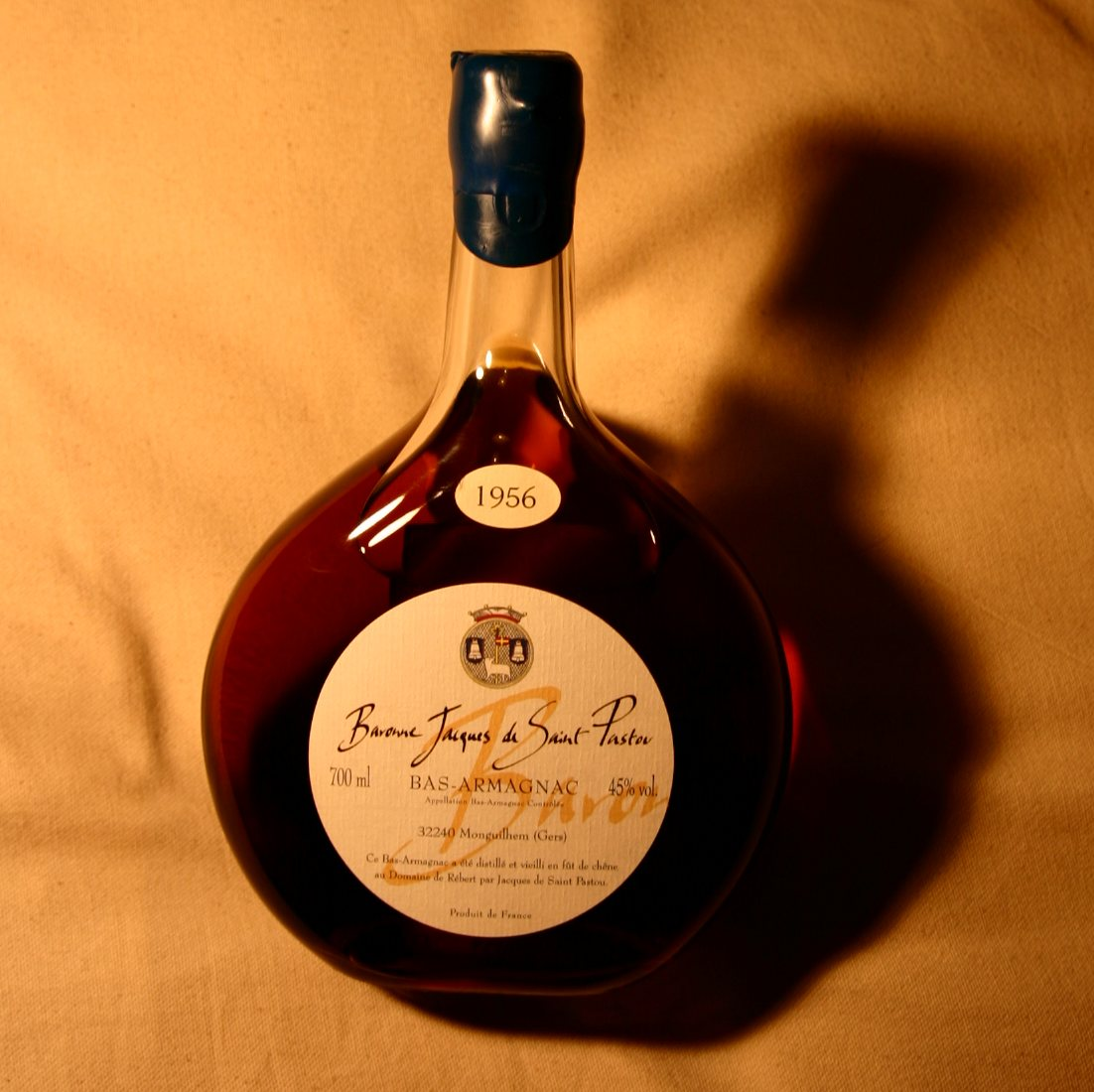
Garrafa de Armagnac do ano 1956

O armanhaque (em francês: armagnac) é uma aguardente vínica de grande qualidade, semelhante ao conhaque, proveniente da destilação de vinhos de baixa qualidade, que apresentam características próprias para o envelhecimento. Suas origens estão ligadas à região francesa de Armanhaque.

## Produção
O armanhaque é exclusivamente fabricado a partir do suco da uva.
O armanhaque é produzido na França, nas regiões de Gers, Landes e Lot-et-Garonne situadas na Gasconha. Essas três regiões formam um triângulo, próximo às cidades de Bordéus, Toulouse e Pau, essa região foi demarcada por decreto de lei do governo francês, em maio de 1909, que atribuiu a designação "Appellation Controllés Armagnac".
O armanhaque é fabricado, exclusivamente, com vinhos brancos, das castas: Folle Blanch, Saint-Emilion, Jurançom e Columbard, enxertadas em cepas americanas.
Essa bebida tem uma destilação, feita em alambiques próprios, de sistema contínuo (patent-still) e regulada de modo a obter-se um produto com graduação alcoólica de 52º.
O envelhecimento processa-se em cascos de carvalho, em que a graduação de 52º baixa perto dos 40º.

## Sub-regiões
- Baixo-armanhaque – localizada a oeste, de clima oceânico e onde se produz um armanhaque de boa qualidade, aveludado e muito perfumado.
- Ténarèze – região central do triângulo, de solos arenosos, que produz um armanhaque muito mais forte e perfumado do que o do Baixo-armanhaque.
- Alto-armanhaque – localizada a leste, é a sub-região que produz um armanhaque de menor qualidade.

## Os principais produtores de Armagnac
- Dartigalongue
- Chateau Tariquet
- Marcel Trépout (Marques & Domaines de Gascogne)
- Domaine de Joÿ
- Château Laballe
- Armagnacs Laberdolive
- Château Lacquy
- Château Arton ( Haut armagnac )
- Armagnac Baron de Sigognac
- Domaine de Boingnères ( Frêche )